# Saint-Jouin
Saint-Jouin település Franciaországban, Calvados megyében. Lakosainak száma 280 fő (2022. január 1.). Saint-Jouin Beuvron-en-Auge, Cresseveuille, Dozulé, Beaufour-Druval és Saint-Léger-Dubosq községekkel határos.

## Népesség
A település népessége az elmúlt években az alábbi módon változott:
| Lakosok száma | 168  | 130  | 151  | 209  | 188  | 196  | 211  | 230  | 241  | 280  |
|               | 1968 | 1982 | 1990 | 2006 | 2013 | 2015 | 2017 | 2019 | 2020 | 2022 |